# Centro Federal de Educação Tecnológica de Minas Gerais
Centro Federal de Educação Tecnológica de Minas Gerais powstał 8 września 1910 jako Escola de Aprendizes Artífices de Minas Gerais w Belo Horizonte w stanie Minas Gerais.
Obecnie na uniwersytecie studiuje około 13 tys. osób.